# Fuck Buttons
Fuck Buttons est un groupe britannique de musique électronique, originaire de Bristol, en Angleterre. Il est formé au début de 2004, par Andrew Hung et Benjamin John Power. Il se caractérise par une musique expérimentale, entre noise rock et drone.

## Histoire

### Origines (2004–2008)
Andrew Hung et Benjamin John Power grandissent à Worcester, en Angleterre,. Musicalement, Hung est influencé par Aphex Twin, tandis que Power est un fan du groupe écossais Mogwai. Ils deviennent amis en 2004 alors qu'ils suivent des cours en école d'art à Bristol, et commencent à travailler ensemble, tout d'abord pour créer la bande-son d'un film réalisé par Hung . Dès sa formation, le groupe joue en concert le plus souvent possible, s'attirant assez vite une base de fans à travers le Royaume-Uni. Le duo utilise une grande gamme d'instruments, dont des claviers Casiotone et des jouets pour enfants comme une machine à karaoké Fisher-Price. Le nom du groupe est choisi pour sonner « espiègle et abrasif ».
Le duo signe sur le label ATP Recordings (lié au festival All Tomorrow's Parties) en 2007, et publie un premier single, Bright Tomorrow, en édition limitée. Le single reçoit des avis favorables de la part de sources telles que Drowned in Sound, Pitchfork (qui le décrit comme « quelque chose comme le soleil se levant au-dessus de l'océan, avant de se transformer en supernova »), Mojo (le single est #1 de la Playlist Mojo pour le mois de sa sortie) et Stereogum.
Recevant également des chroniques très positives de leurs performances live (notamment aux festivals Supersonic, Truck, ainsi qu'au festival ATP de Portishead) dans la seconde moitié de l'année, Fuck Buttons s'attire l'attention de nombreux webzines et journaux qui les définissent comme un groupe à suivre en 2008 (le magazine New Noise écrit par exemple que « jamais deux hommes n'avaient sonné à tel point comme la fin du monde » ; le journal The Observer, quant à lui, décrit leur musique comme « un joyeux vacarme de tourbillons atmosphériques et de coups de feu percussifs », dans un article les plaçant dans une nouvelle vague de pop anglaise intelligente).

### Street Horrrsing(2008–2009)

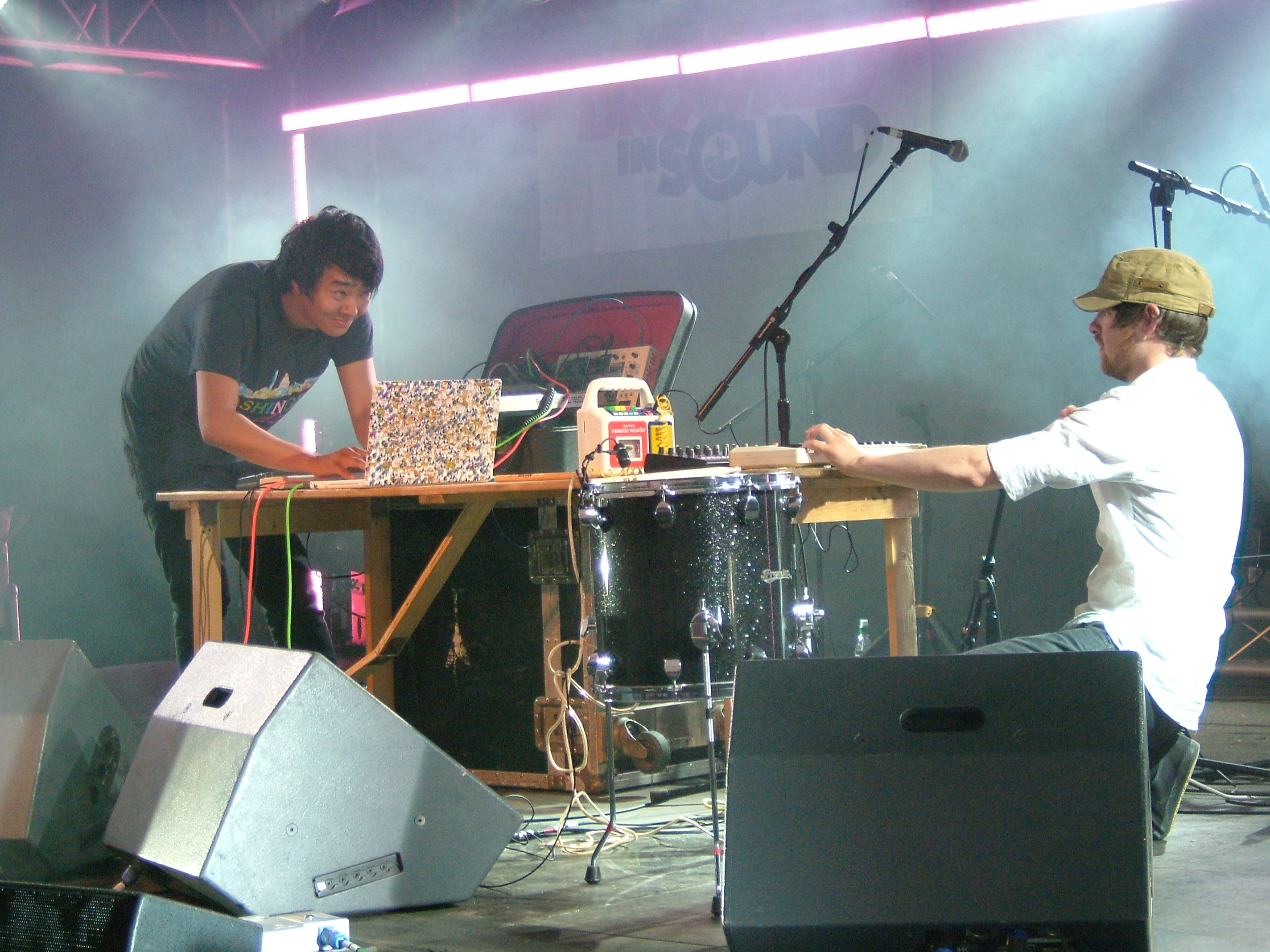
Fuck Buttons au Summer Sundae de Leicester, en août 2008.

Le groupe débute 2008 avec une tournée au Royaume-Uni, dans des salles de plus grande taille, avec Alexander Tucker (signé sur le même label) en première partie. Cette tournée provoque une certaine attente pour leur premier album, Street Horrrsing, qui est publié le 17 mars. Enregistré par John Cummings (Mogwai) et masterisé par Bob Weston (Shellac), sa sortie s'accompagne d'apparitions du groupe en festival (par exemple en mai, au festival All Tomorrow's Parties vs Pitchfork), ainsi que par une tournée nord-américaine en compagnie de Caribou. Le groupe commence à être diffusé sur les ondes des radios de la BBC, à l'audience plus large - les DJ de ces radios ont d'ailleurs souvent dû s'efforcer de trouver un nom alternatif pour éviter de prononcer le mot fuck contenu dans le nom du groupe).
L'accueil de Street Horrrsing est positif : il est nommé « Album underground du mois » par Mojo (qui le décrit comme « un mélange de 50 minutes de synthétiseurs iridescents, de drones psychédélique, de voix distordues et de rythmes tribaux »). Pitchfork le note 8,6/10, et le place dans la section « Meilleure musique actuelle ». Enfin, The Times, The Observer, The Wire, NME, Rock Sound, Kerrang!, Uncut, The Sydney Morning Herald, ou encore Libération en France, reçoivent positivement l'album.
Un nouveau single extrait de Street Horrrsing, contenant Colours Move ainsi qu'un remix de Sweet Love for Planet Earth par Andrew Weatherall, disponible en téléchargement et au format vinyle 12", parait le 8 septembre. En septembre et octobre 2008, le groupe fait la première partie de Mogwai dans des tournées au Royaume-Uni, mais aussi au Japon et en Amérique du Nord. Cette tournée commune est accompagnée par la parution d'un split single entre les deux groupes, Mogwai remixant le Colours Move de Fuck Buttons, tandis que ces derniers reprennent le Mogwai Fear Satan des Ecossais.

### Tarot Sport(2009–2013)
En octobre 2009, le groupe publie son deuxième album, Tarot Sport. Il est produit par Andrew Weatherall. Deux singles en sont extraits, Surf Solar et Olympians.
En 2011, Benjamin John Power sort un album solo sous le nom de Blanck Mass. Le 27 juillet 2012, les titres Surf Solar et Olympians sont utilisés séparément lors de la Cérémonie d'ouverture des Jeux olympiques d'été de 2012 ; Sundowner, un titre de Power sous son alias de Blanck Mass, est joué par l'orchestre symphonique de Londres pendant le lever de l'Union Jack.

### Slow Focus(depuis 2013)
Le troisième album du groupe, Slow Focus est édité le 23 juillet 2013.
En 2015, le groupe interprète Immortals avec Jean-Michel Jarre, le titre fait partie de l'album Electronica 1: The Time Machine de Jean-Michel Jarre.

## Discographie

### Remixes
- 2008 : If I Had a Heart, Fever Ray
- 2009 : Virginia State Epileptic Colony, Manic Street Preachers
- 2010 : Kaili, Caribou
- 2011 : Tornado, Jón Þór Birgisson
- 2013 : The Perfect Life, Moby with Wayne Coyne
- 2014 : Modern Liars, Atari Teenage Riot
- 2014 : All Torque, Hybrid